# Теофилос Каирис
Тео̀филос Каѝрис (на гръцки: Θεόφιλος Καΐρης) е виден представител на Гръцкото просвещение. В основаваното от него училище на Андрос ученици са Иларион Макариополски, Стоян Чомаков, Захарий Струмски, Константин Фотинов, Иван Момчилов и Иван Добровски. Преподаваният от него елинистичен патриотизъм повлиява българските му възпитаници за придобиването на национално самосъзнание.

## Образование
Произхожда от знатен род от остров Андрос Каирис. Учи в богословско училище в Смирна и е ръкоположен за гръцки православен свещеник. Ползвал е старогръцки, латински, италиански, френски, немски и английски език. Участва в организирането на гръцката война за независимост. Основава орфантрофейо (на гръцки означава „сиропиталище“), прогресивно училище, подобно на университет.
Учи заедно с Вениамин Лесбоски в школата на Кидония, после в Пиза и Париж, и споделя идеите на епохата на Просвещението. Учи математика, природни науки и философия. Проявява интерес към археологията, ботаниката, които знания прилага на родния си остров. Прави някои важни археологически открития и категоризира някои от растенията на острова, както и документира някои от фармакологичните свойства на различни растения.

## Революционна дейност
На 10 май 1821 обявява война за независимост, чрез издигане на гръцки флаг на църквата „Св. Георги“ на остров Андрос и държи прочувствена реч вдъхновила собствениците на корабостроителниците и търговци да дарят средства, кораби за изграждането на гръцки флот, който да се бори срещу Османската империя.
Визията за създаването на независима Гърция се основава на идеята за отделяне на църквата и държавата. Той застъпва идеята за създаване пан-Балканска държава, подобна на САЩ, която да бъде мултикултурна, с космополитен характер, където всички религии да са еднакво свободни от тиранията на османлиите. С тази идея се дава и началото на т. нар. Източен въпрос, постепенното разпокъсване от Великите сили на разпадащата се Османската империя.

## Орфантрофейо
Ученици в основаното от него през 1826 година са някои от сираците от гръцката война за независимост. Влага много от гръкофилските идеите популярни по това време из цяла Европа (и чиито застъпник е бил и лорд Байрон). В училището освен гръцки ученици е имало и българи (Константин Фотинов), турци.
В училището се преподавали сравнително религиознание, астрология, корабна навигация, селското стопанство, приложна математика, счетоводство, природни науки, теоретична математика и теосевия.
Каирис развива собствено религиозно учение (известно като теосевия), вдъхновено от Френската революция, радикално протестантство и деизъм. То е обявено Синода на Цариградската патриаршия за ерес, което довежда до закриването на училището на Андрос през 1839 година. Каирис е заточен в манастира на остров Скиатос през 1839 г. Някои от учениците се укриват в околните планини заедно със забранените книги от училището, където изграждат хоризонтални вятърни мелници.